# Europasteg
Der Europasteg ist eine grenzüberschreitende Fußgängerbrücke über die Salzach zwischen der bayerischen Stadtgemeinde Laufen (Landkreis Berchtesgadener Land) und der Salzburger Stadtgemeinde Oberndorf bei Salzburg (Bezirk Salzburg-Umgebung). Die 2006 errichtete Brücke führt von der Laufener Altstadt zum Kalvarienberg Maria Bühel in Oberndorf.

## Geschichte

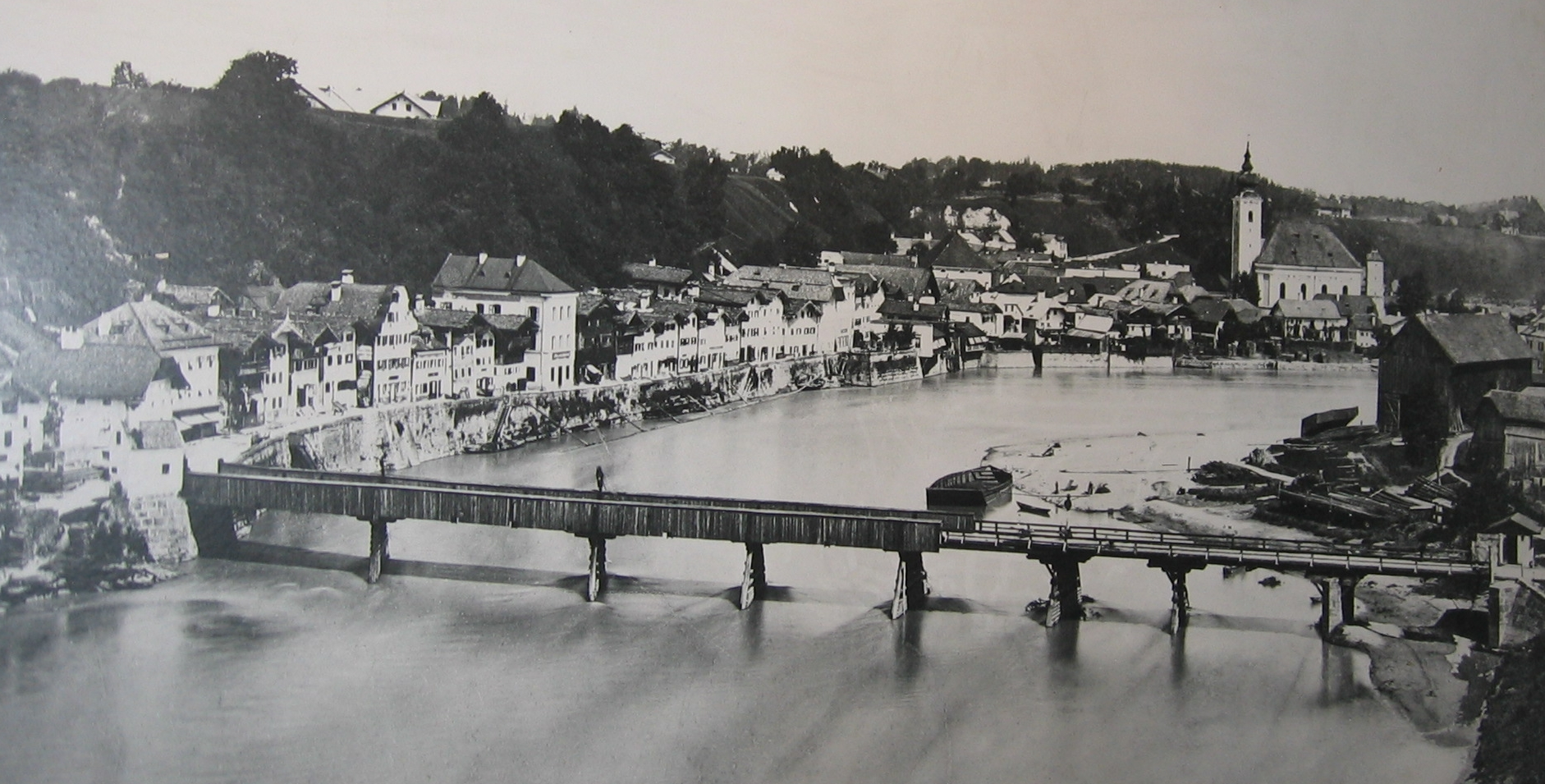
Der letzte feste Brückenbau Ende des 19. Jahrhunderts

Oberndorf mit dem ältesten Teil Altach war bis zur Grenzziehung zwischen Bayern und Salzburg 1818 entlang der Salzach gewissermaßen ein Vorort von Laufen, dem seinerzeitigen zentralen Umschlagplatz von dem in Hallein und Bad Reichenhall produzierten Salz. Eine Brücke an dieser Stelle ist das erste Mal schriftlich im 12. Jahrhundert erwähnt. Noch im 19. Jahrhundert bestand von Laufen nach Altach eine hölzerne Brücke. Diese war unter anderem für Laufen hinsichtlich der Wasserversorgung von Bedeutung, da sie eine Verbindung zum nahegelegenen Oberndorfer Wasserturm darstellte. Die hölzernen Brückenbauten waren in der Vergangenheit wiederholt von Hochwässern zerstört und auf Kosten des Erzstifts Salzburg wiedererrichtet worden. Die letzte Brücke wurde bei dem verheerenden Hochwasser von 1899 zerstört und danach durch einen einfachen Steg ersetzt. Gleichzeitig errichtete man oberhalb der Laufener Salzachschleife von 1901 bis 1903 die heute unter Denkmalschutz stehende Salzachbrücke (Länderbrücke). Der Steg wurde erneut von einem Hochwasser 1920 weggerissen und wegen Streitigkeiten um die Bezahlung der Grenzposten, die die neue Brücke zu betreuen gehabt hätten, nicht ersetzt worden. Außerdem befürchtete man Schmuggel und war man sich über die architektonische Gestaltung uneinig.
Mit dem Beitritt Österreichs zur Europäischen Union 1995 und dem damit einhergehenden vereinfachten Grenzverkehr rückte auch wieder die vormalige Verbundenheit der beiden Orte Laufen und Oberndorf wieder mehr ins Bewusstsein. Zudem fielen mit der bald darauf folgenden Unterzeichnung des Schengener Abkommens die Grenzkontrollen weg, was die Wiederaufnahme der früheren Verbindung erleichterte. Zudem kamen wirtschaftliche Erwägungen und das Motiv der Lückenschließung des Wegenetzes hinzu, was in der Entscheidung mündete, hier einen neuen Brückenbau zu errichten.

## Errichtung und Gestaltung
Trotz aller günstigen Voraussetzungen für den Bau einer neuen Brücke zogen sich die Verhandlungen über mehrere Jahre. Letztlich gründete man zum Zweck der Errichtung und Betreuung dann im Dezember 2005 die Europasteg Errichtungs- und Betriebs GmbH mit Sitz in Salzburg, bei der die Städte Laufen und Oberndorf jeweils 24,5 % und die Hypo Leasing Salzburg 51 % Anteil haben. Förderer des Baus waren auf bayerischer Seite die Berchtesgadener Landesstiftung sowie zwei Unternehmen und drei Bankförderer. Der Bau wurde im Januar 2006 begonnen und noch im selben Jahr fertiggestellt. Am 8. Dezember des Jahres wurde die Brücke für den Verkehr freigegeben, offiziell aber erst am 23. Juni 2007 eröffnet.
Entworfen wurde der Europasteg als Siegesprojekt einer Ausschreibung von dem in Berlin und Dublin ansässigen Architektenbüro Henchion + Reuter, das Tragwerk wurde geplant vom Berliner Unternehmen EiSat GmbH - Eisenloffel, Sattler + Partner, die Baupläne stammen vom österreichischen Ziviltechnikerbüro Baucon ZT GmbH. Die 131 m lange Stahlkonstruktion (Baumasse 220 Tonnen) vom Typus einer Hohlkastenbrücke mit trapezförmigem Kasten ruht auf zwei sich nach oben verjüngenden Betonpfeilern, die eine Stützweite von 35,6 m an den seitlichen Jochen und 60 m im mittleren Joch aufweisen. Die Spannhöhe variiert zwischen 0,65 m an den Uferseiten und 1,72 m in der Brückenmitte. Die Pfeiler ruhen auf Fundamenten, die sich etwa 7 m unter Wasser befinden und jeweils auf 6 Bohrpfählen mit 90 cm Durchmesser und 18 bis 22 m Länge sitzen. Der Laufener Brückenkopf liegt erhöht auf einem Damm, eine Zugangsrampe und eine Stiegenkonstruktion führen hinauf. Die Baukosten beliefen sich auf rund 2 Mio. Euro.
Die vormalige Brücke folgte der Achse der zuführenden Straße der Laufener Altstadt. Diese Verbindung ist heute aufgrund des mittlerweile errichteten Damms nicht mehr erkennbar, sodass die Linie der Brücke leicht verschoben und auf die Oberndorfer Kalvarienbergstiege ausgerichtet wurde. Damit sind bei Niedrigwasser der Salzach einige Überreste der alten hölzernen Brückenpfeiler sichtbar. Sie wurden bewusst stehen gelassen, um einen sichtbaren Kontrast zwischen früherer und moderner Technik zu bilden. Zudem wird damit mittelbar auf die historische Verbundenheit der beiden Städte verwiesen.

### Situierung
Der Europasteg liegt auf österreichischer Seite unmittelbar am Tauernradweg und ist für Fußgänger und Radfahrer passierbar. In Laufen liegt die Brücke unweit des Unteren Stadttors und verbindet so die Laufener Altstadt mit dem Oberndorfer Kalvarienberg Maria Bühel, über den man weiter zur Wallfahrtskirche Maria Bühel gelangt. In der Nähe der Brücke befindet sich auch der Oberndorfer Stille-Nacht-Bezirk mit Museum und der Stille-Nacht-Kapelle. Zudem führt seit 2018 der Stille-Nacht-Friedensweg über die Brücke, ein Themenweg, der anlässlich der Feierlichkeiten zum 200-jährigen Bestehen des Weihnachtslieds Stille Nacht, heilige Nacht eingerichtet wurde. Rund 300 m flussabwärts errichtete man auf der Laufener Seite die zweite Station des Wegs beim Friedensdenkmal Laufen, eine für den Friedensweg neu angefertigte Skulptur. An dem Platz steht auch eine Wegkapelle.
Unmittelbar gegenüber der Brücke steht in Oberndorf am Fuß der Kalvarienbergstiege eine Statue des heiligen Nepomuk, die von Josef Anton Pfaffinger geschaffen wurde und sich seit 1720 als Brückenheiliger an dieser Stelle befindet. Im Zuge des Brückenbaus wurden Statue und Stiegenaufgang renoviert. Auf der Laufener Seite steht gegenüber dem Brückenkopf eine 2010 vom Laufener Künstler Friedrich Koller angefertigte Skulptur des heiligen Rupert, des Landespatrons von Salzburg und Namensgeber des Rupertiwinkels, in dem Laufen liegt. Die 4 m hohe Statue ist aus Eichenholz und Edelstahl. Sowohl auf deutscher als auch auf österreichischer Seite sind nächst der Brücke Fahnenmasten mit den Flaggen der jeweiligen Gemeinde, des Bundeslandes und des Staats sowie mit der Europaflagge aufgestellt.

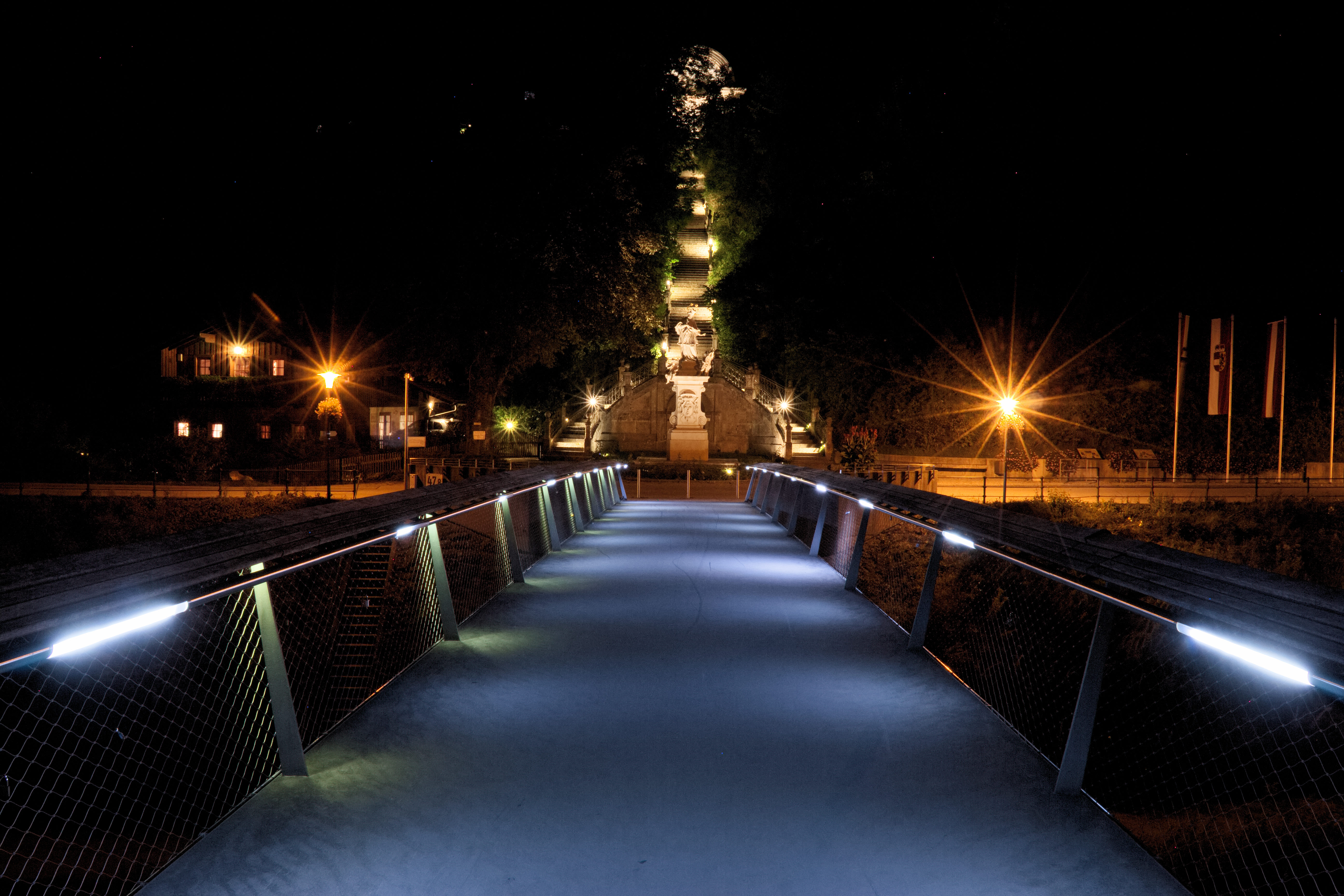
Nachtansicht auf den Kalvarienberg
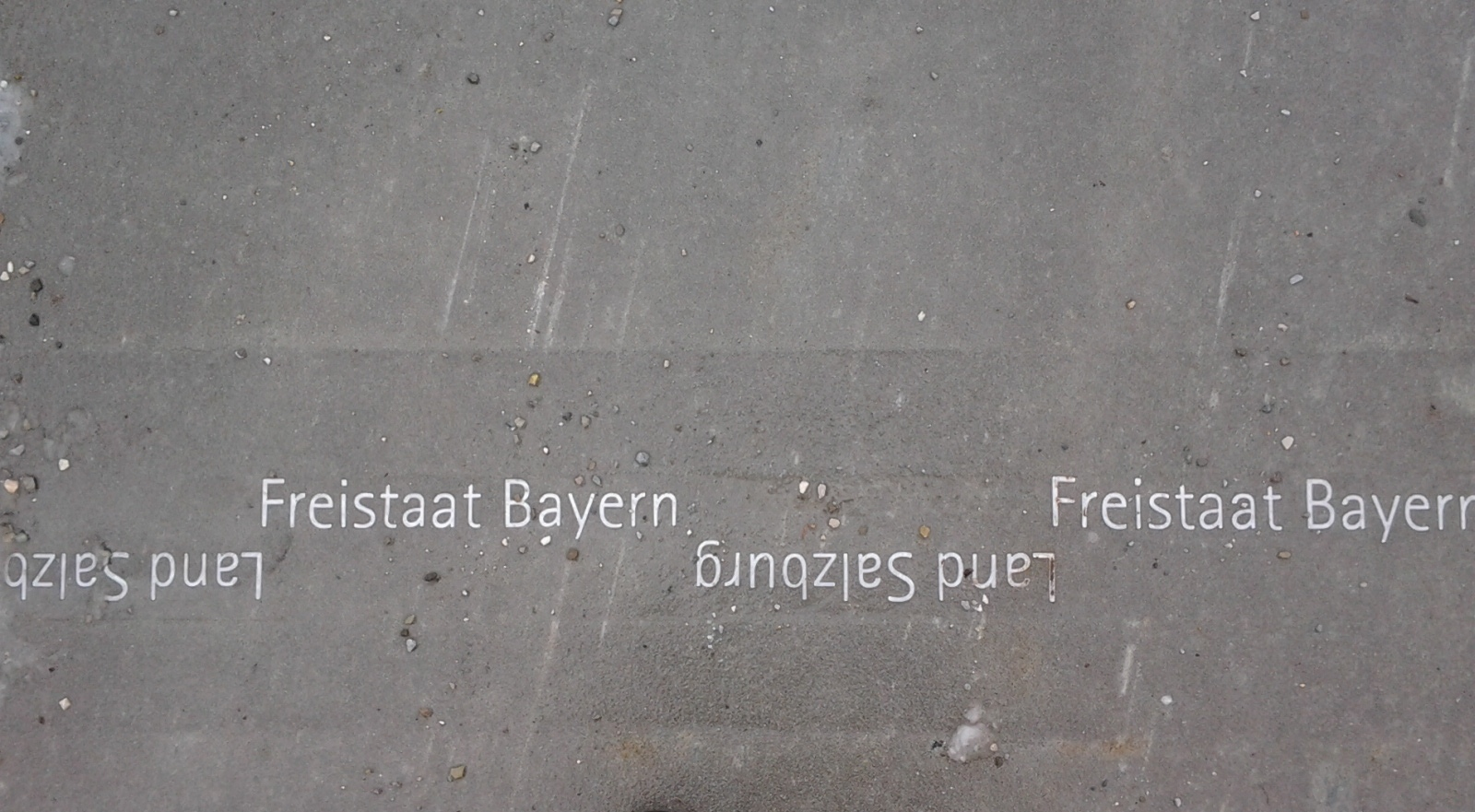
Grenzmarkierung auf dem Brückenbelag …
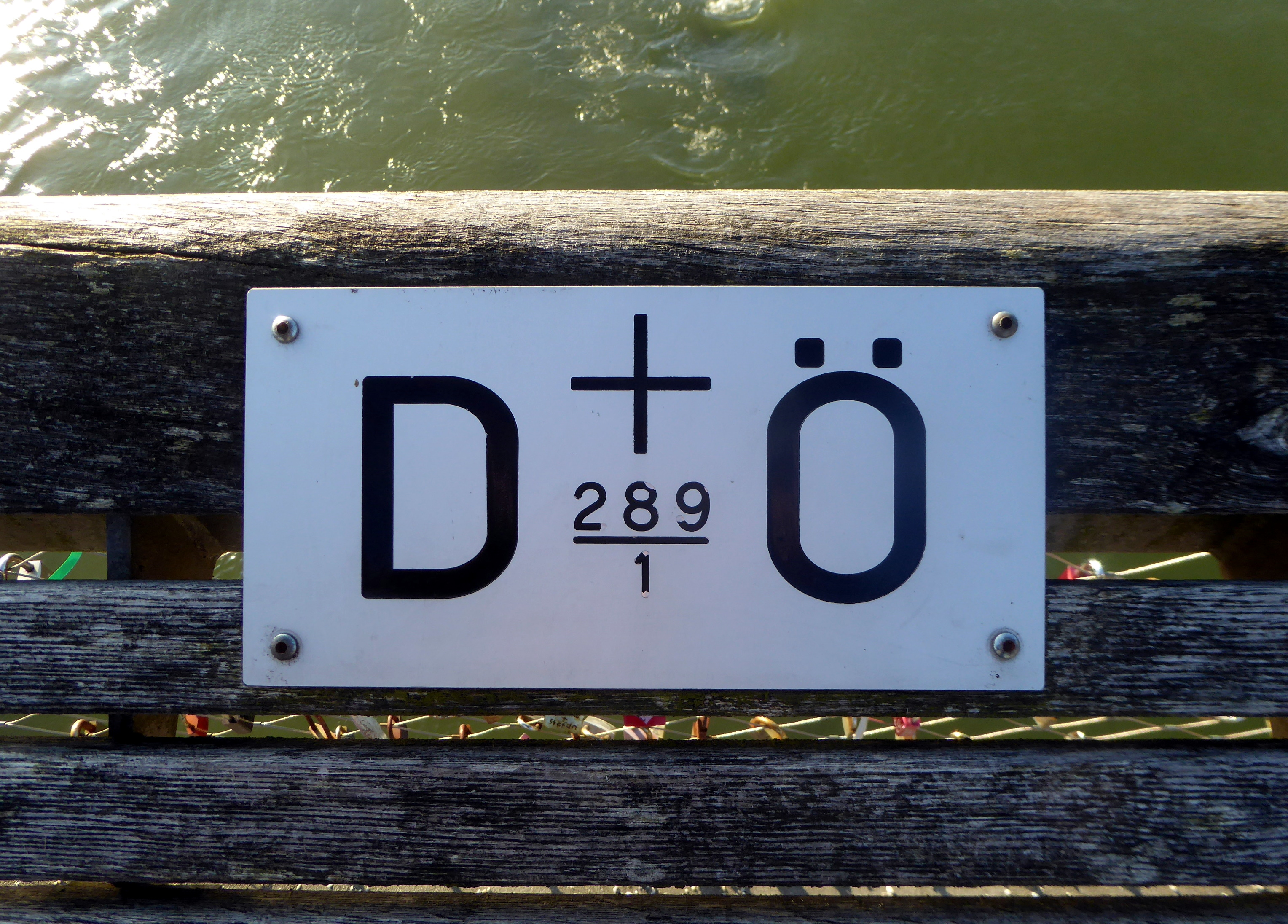
… und am Geländer
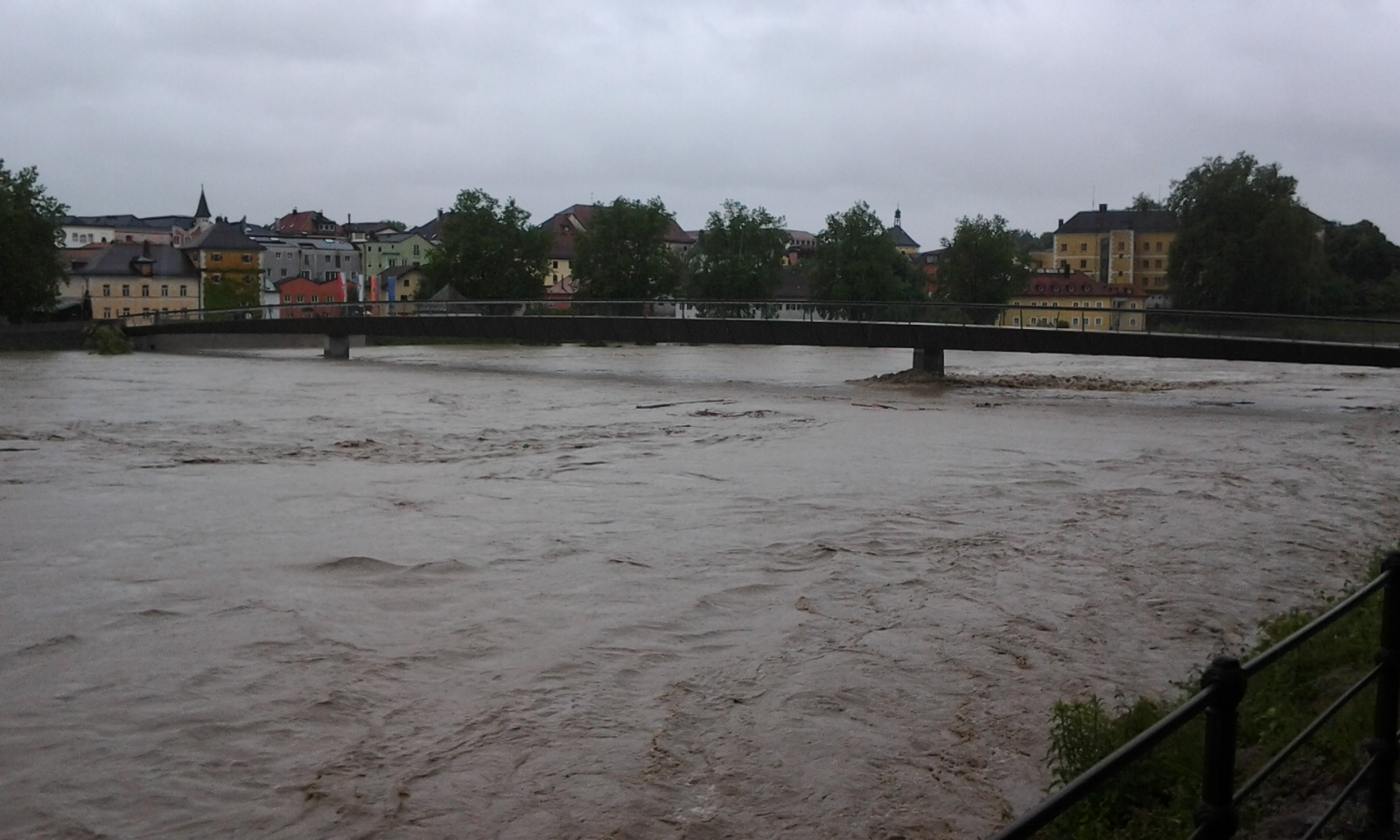
Der Europasteg bei Hochwasser (2. Juni 2013)
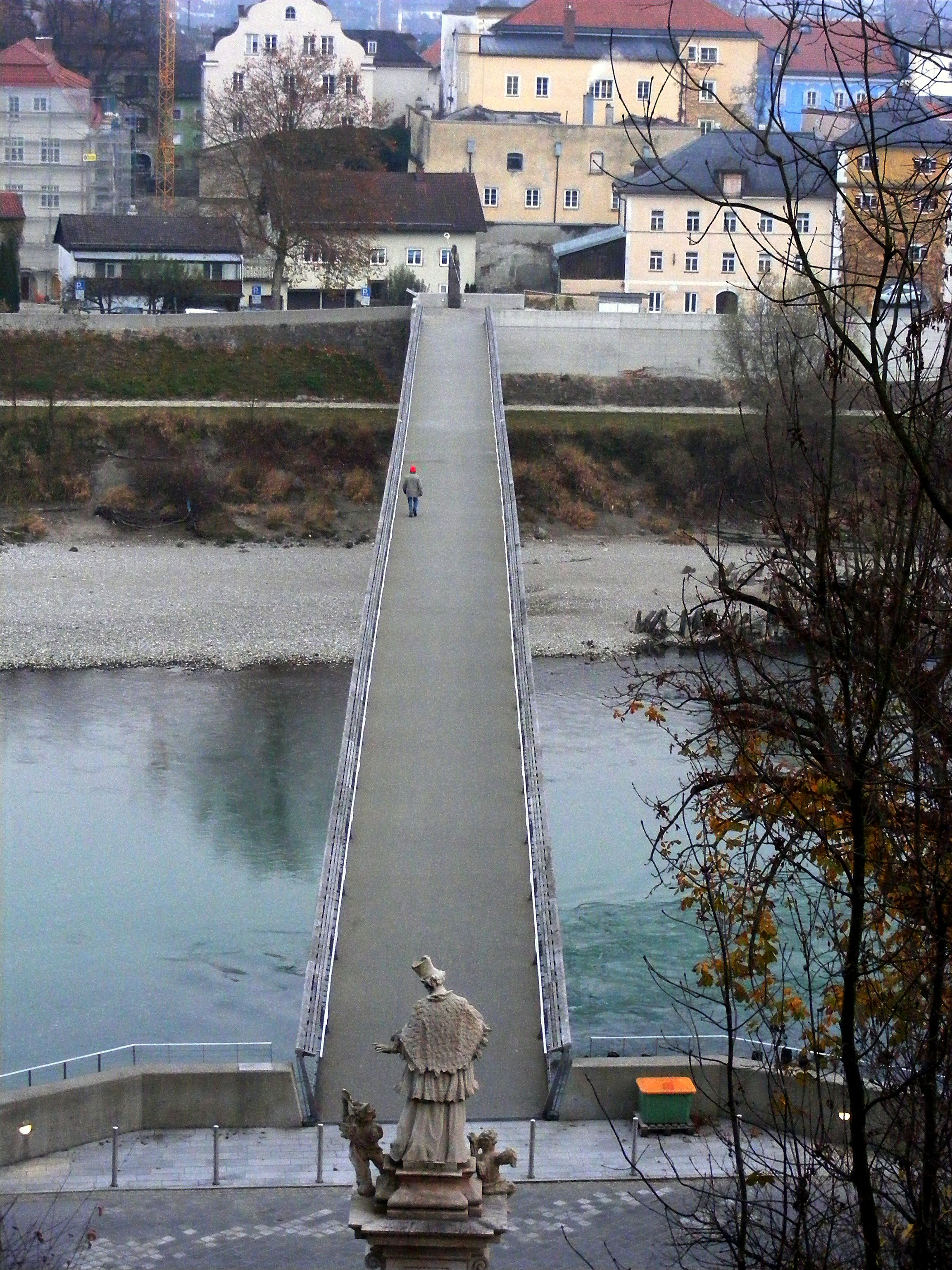
Ansicht von der Kalvarienbergstiege